# Диано-Сан-Пьетро
Диано-Сан-Пьетро (итал. Diano San Pietro) — коммуна в Италии, располагается в регионе Лигурия, в провинции Империя.
Население составляет 1065 человек (2008 г.), плотность населения составляет 91 чел./км². Занимает площадь 12 км². Почтовый индекс — 18010. Телефонный код — 0183.
Покровителем коммуны почитается святой апостол Пётр, празднование 29 июня.

## Демография
Динамика населения:

## Администрация коммуны
- Официальный сайт: http://www.comune.dianosanpietro.im.it